# A leszámolás
A leszámolás (francia cím: Loin du périph, angol cím: The Takedown) 2022-es francia akcióvígjáték Louis Leterrier rendezésében. A film a 2012-es A külváros mélyén című film folytatása. A főszerepben Omar Sy, Laurent Lafitte és Izïa Higelin látható.
A leszámolás 2022. május 6-án jelent meg a Netflixen.

## Cselekmény
Ousmane és François két eltérő stílusú rendőr. A páros újra összeáll, hogy kinyomozzanak egy új ügyet.

## Szereplők
| Szerep                              | Színész              | Magyar hang     |
| ----------------------------------- | -------------------- | --------------- |
| Ousmane Diakité                     | Omar Sy              | Nagy Ervin      |
| François Monge                      | Laurent Lafitte      | Király Attila   |
| Alice Gautier                       | Izïa Higelin         | Mentes Júlia    |
| Antoine Brunner                     | Dimitri Storoge      | Rajkai Zoltán   |
| Goran                               | Jo Prestia           | Epres Attila    |
| Madame Brunner                      | Flavie Péan          | Kiss Mari       |
| bűnügyi osztály vezetője            | Sylvia Bergé         |                 |
| Benoit Meault, kommunikációs vezető | Bertrand Usclat      |                 |
| Madame Monge                        | Marie-Christine Adam |                 |
| Djimo                               | Djimo                | Gémes Antos     |
| pszichiáter                         | Élodie Hesme         | Götz Anna       |
| Yasmine                             | Sabrina Ouazani      |                 |
| igazgató                            | Jean-Louis Tilburg   |                 |
| Jordan Diaz                         | Rachid Metlouti      | Mészáros András |
| Yves, Diakité fia                   | Mahamadou Sangaré    |                 |

## A film készítése
2021 márciusában bejelentették, hogy Louis Leterrier filmet rendez a Netflix számára. A forgatás 2021. március 15-én kezdődött Párizsban és a Rhône-Alpes régióban.